# Moscheea Națională a Ugandei
Moscheea Națională a Ugandei este o moschee din Kampala, Uganda. Aceasta este moscheea națională a statului Uganda și cea mai mare moschee din Africa de Est.

## Istorie și arhitectură
Moscheea a fost construită în anul 2006 pe Dealul Kampala. Deschisă oficial pe data de 1 iunie 2007, aceasta reprezintă un dar din partea colonelului libian Muammar al-Gaddafi pentru comunitatea musulmană din Uganda. Numele inițial al edificiului era Moscheea Națională Gaddafi și a găzduit Consiliul Suprem Musulman din Uganda. În anul 2013, moscheea a fost redenumită Moscheea Națională a Ugandei.
Din punct de vedere al dimensiunilor, moscheea este cea mai mare din Uganda și din Africa de Est. Ea poate găzdui în total aproximativ 20.000 de persoane. De asemenea, locașul deține 5 domuri și un minaret înalt de 50 de metri.

## Galerie de imagini

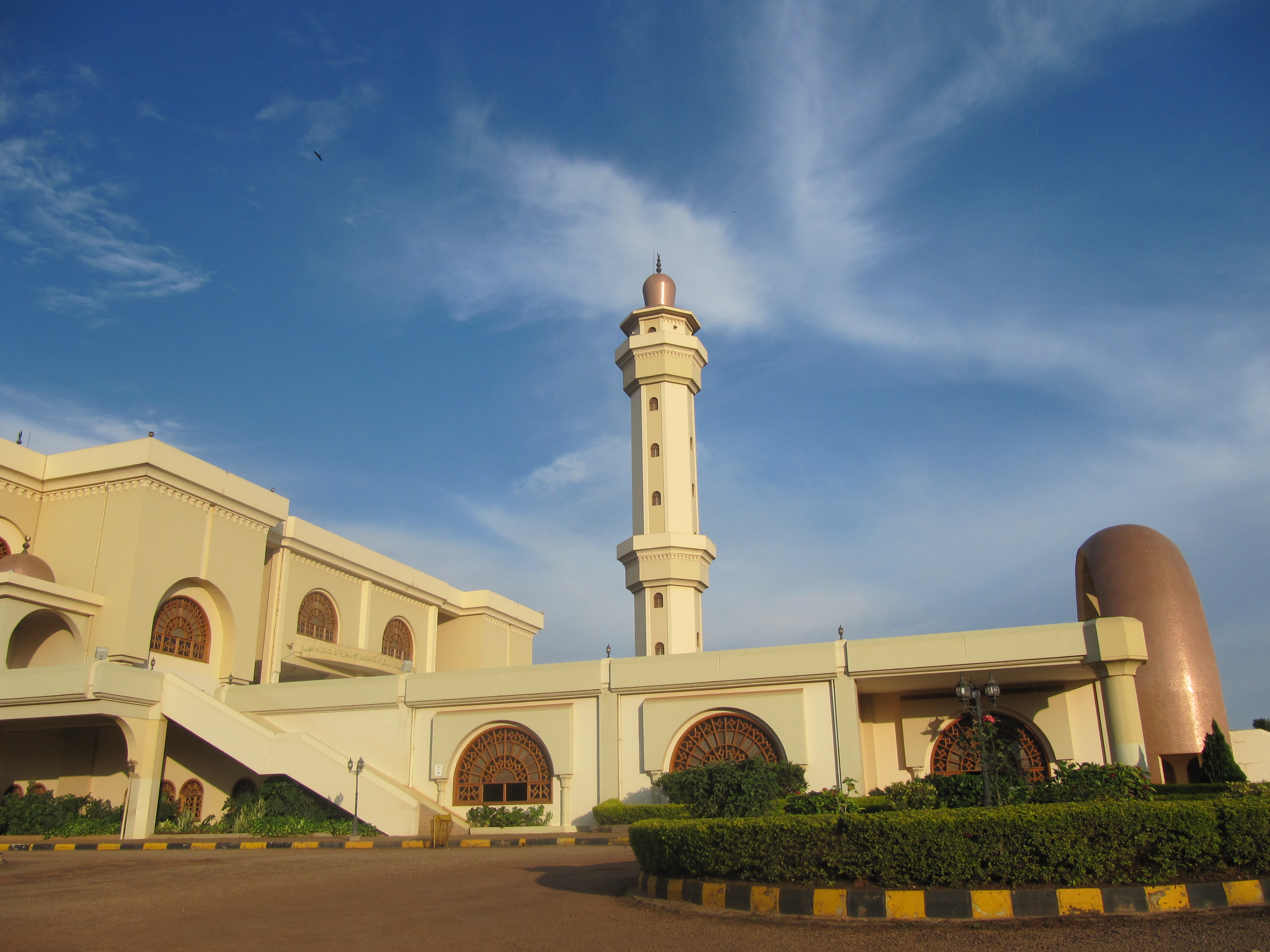
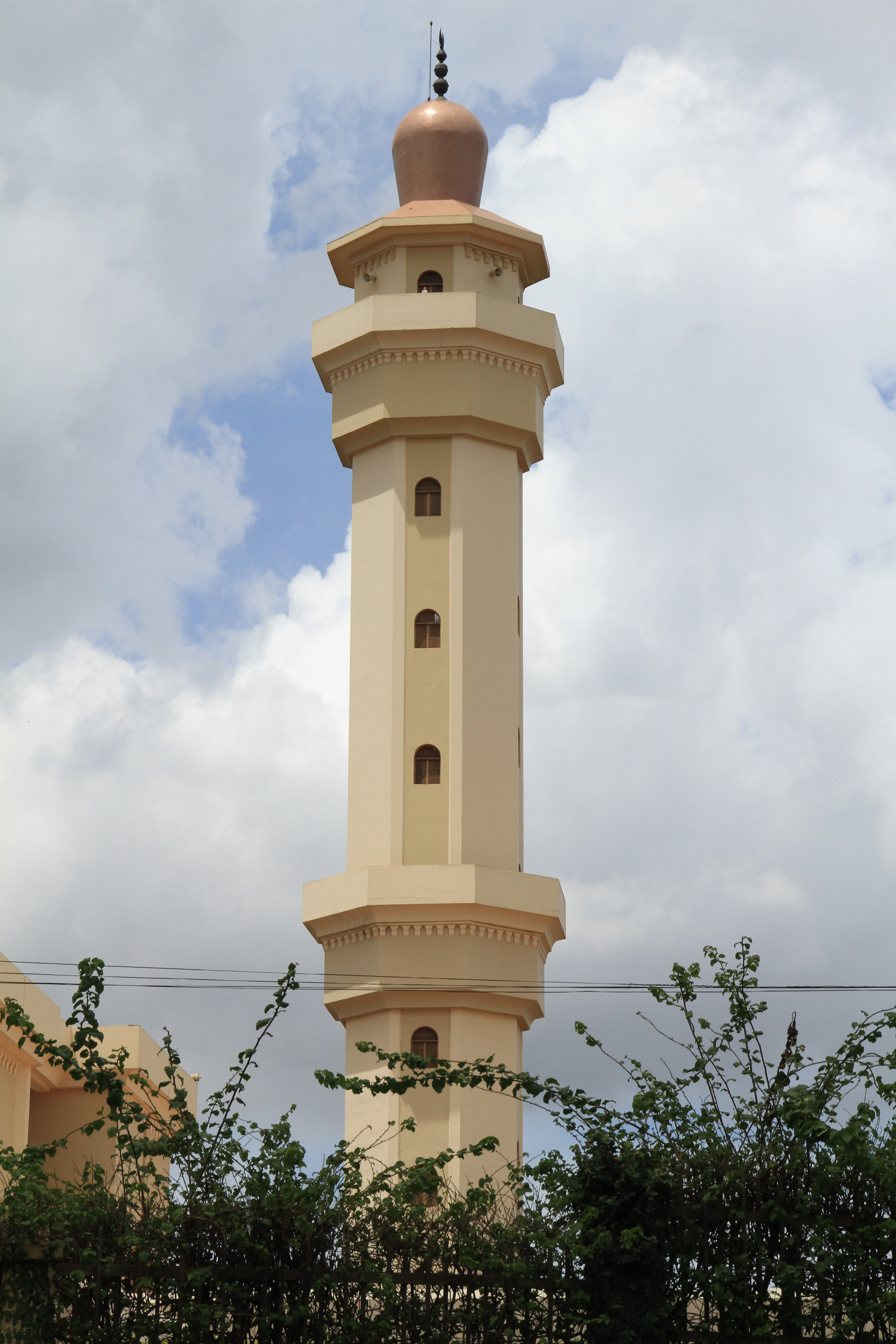
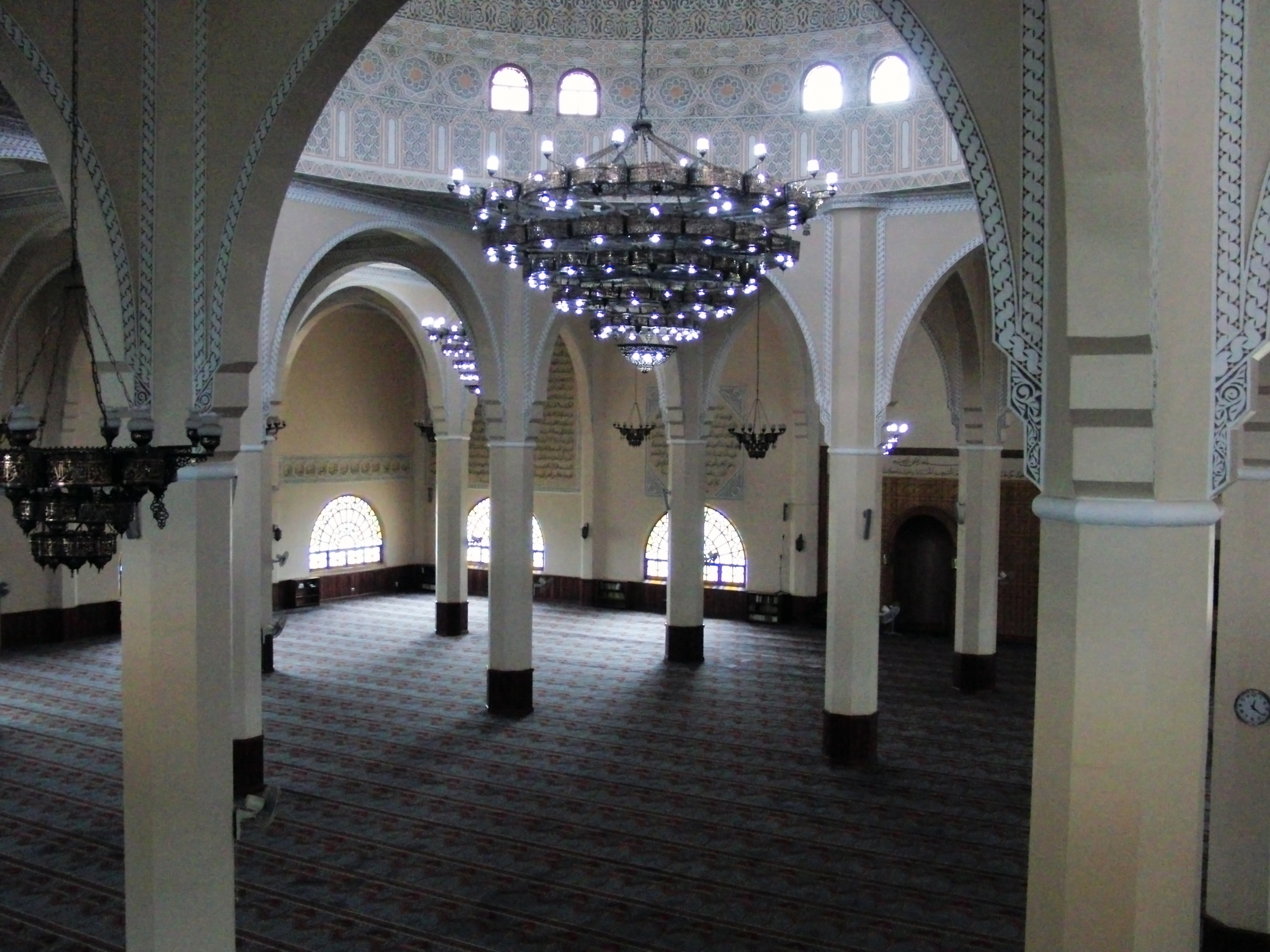
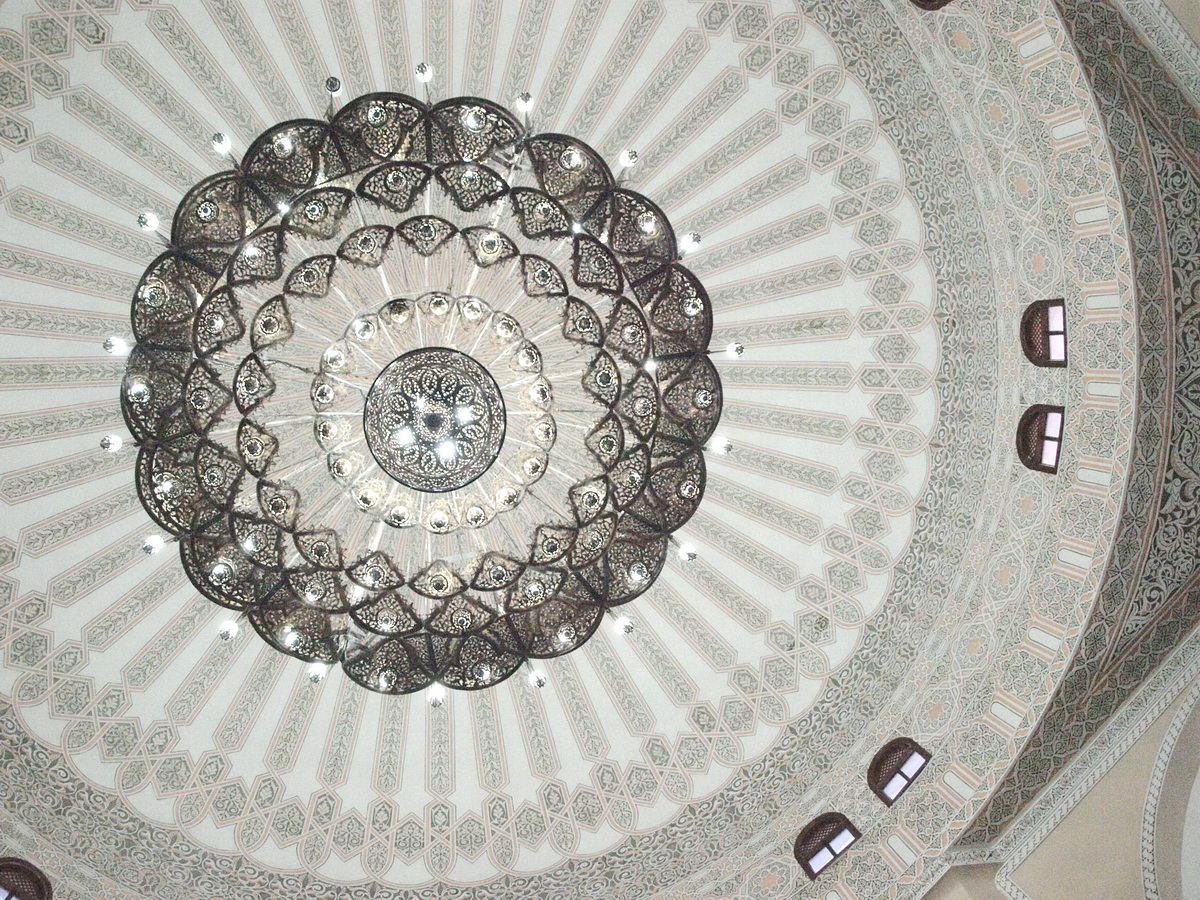